# Chirosia idahensis
Chirosia idahensis este o specie de muște din genul Chirosia, familia Anthomyiidae, descrisă de Stein în anul 1898. Conform Catalogue of Life specia Chirosia idahensis nu are subspecii cunoscute.